# Kitsumkaylum Indian Reserve 1
Kitsumkaylum Indian Reserve 1 (franska: Réserve indienne Kitsumkaylum 1) är ett reservat i Kanada.   Det ligger i Regional District of Kitimat-Stikine och provinsen British Columbia, i den sydvästra delen av landet, 3 800 km väster om huvudstaden Ottawa.
I omgivningarna runt Kitsumkaylum Indian Reserve 1 växer i huvudsak blandskog. Trakten runt Kitsumkaylum Indian Reserve 1 är nära nog obefolkad, med mindre än två invånare per kvadratkilometer.